# Edgar Reitz

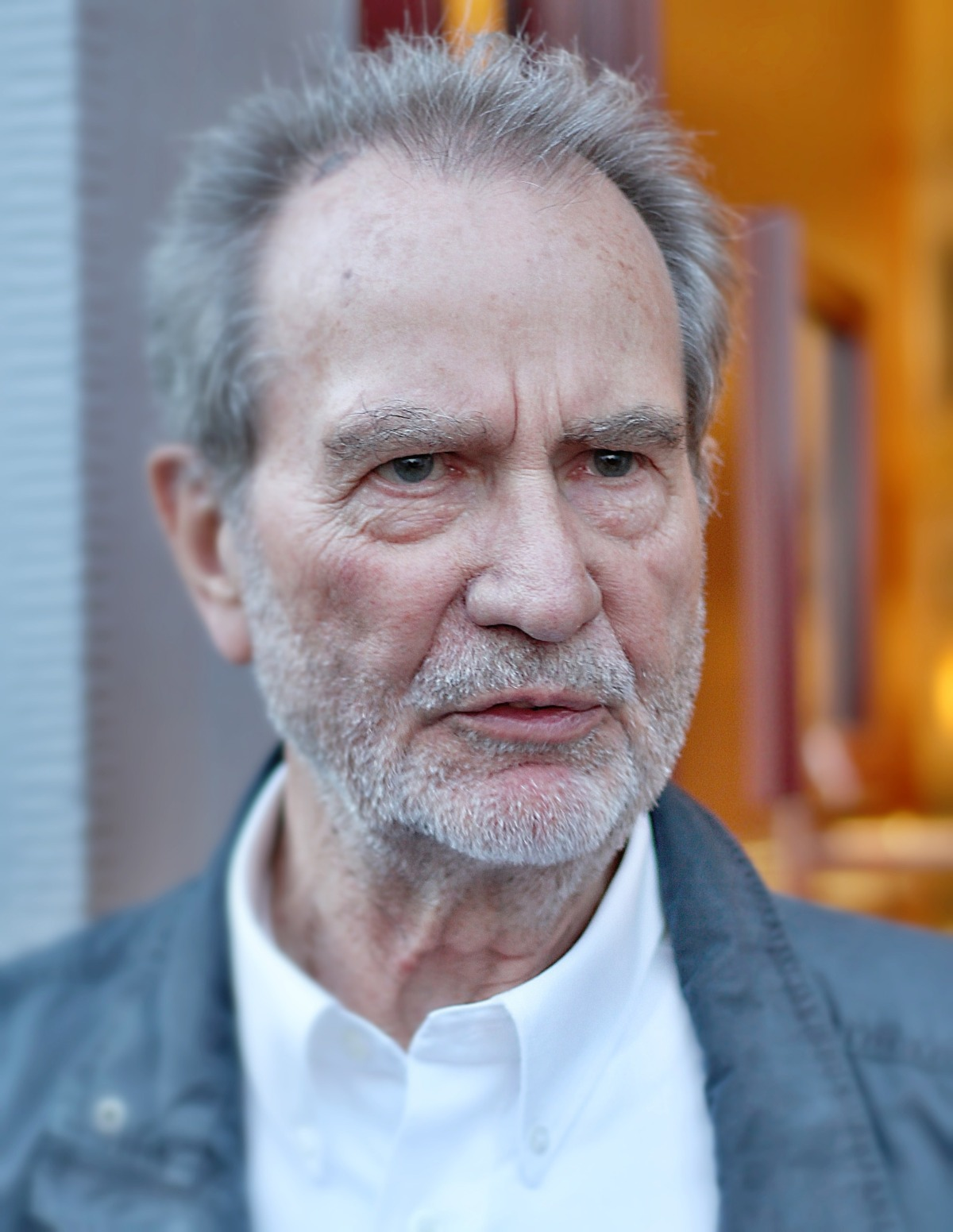
Edgar Reitz 2015

Edgar Reitz (* 1. November 1932 in Morbach) ist ein deutscher Autor und Filmregisseur und ehemaliger Professor für Film an der Staatlichen Hochschule für Gestaltung in Karlsruhe. Größere Bekanntheit erlangte er vor allem durch seine Heimat-Filmreihe.

## Leben und Werk

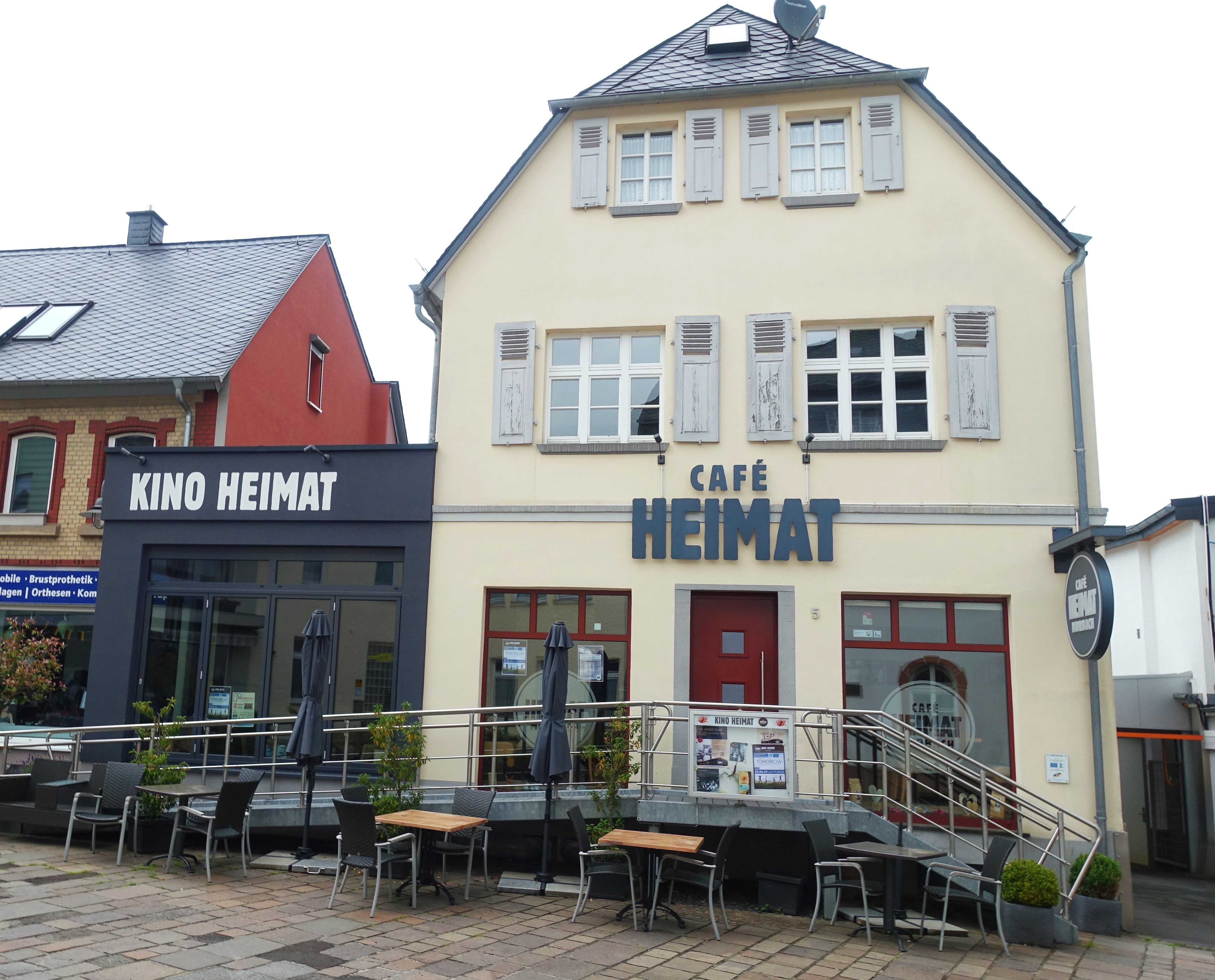
Cafe Heimat mit Ausstellung – Elternhaus von Edgar Reitz in Morbach

Edgar Reitz stammt aus einer katholischen Familie. Sein Großvater war Schmied, sein Vater Robert Reitz ein Uhrmacher, dessen Geschäft in Morbach Reitz’ Bruder Guido später übernahm. Schon während seiner Schulzeit am späteren Herzog-Johann-Gymnasium in Simmern begann Reitz, angeleitet durch seinen Deutschlehrer Karl Windhäuser, mit dem Schauspiel und der Inszenierung von Theaterstücken. Er studierte nach dem Abitur 1952 Germanistik, Publizistik, Kunstgeschichte und Theaterwissenschaft in München.

### Frühes Schaffen
Erste Erfahrungen mit dem Medium Film machte er nicht theoretisch, sondern als Kamera-, Schnitt- und Produktionsassistent ab 1953. Ebenfalls 1953 betrieb Reitz eine eigene Studiobühne. Im gleichen Jahr entwickelte er für die Deutsche Verkehrsausstellung in München ein Simultan-Projektionsverfahren für 120 bewegliche Leinwände.
Im Jahr 1962 wurde er Leiter Experiment und Entwicklung bei der Firma „Insel-Film“. Gemeinsam mit Alexander Kluge gründete er 1963 das mit der Hochschule für Gestaltung Ulm verbundene „Institut für Filmgestaltung“. Dort lehrte er Regie und Kameratheorie bis zur Schließung der HfG 1968. Reitz beteiligte sich mit der Gruppe um Kluge am Oberhausener Manifest von 1962 auf den dortigen Kurzfilmtagen. Die versammelten Jungfilmer forderten damit nicht weniger als ein neues Kino: „Der alte Film ist tot. Wir glauben an den neuen.“ Das Motto „Papas Kino ist tot“ war der Titel jener Pressekonferenz. Fortan wurde auch in Deutschland das Konzept des Autorenfilms populär, der in den Folgejahren wesentlich durch Edgar Reitz mitgeprägt wurde.
Eine seiner ersten Auszeichnungen erhielt Reitz 1967 für seinen Spielfilm Mahlzeiten auf dem Festival in Venedig, wo dieser als das beste Erstlingswerk prämiert wurde. 1971 gründete er in München die Edgar Reitz-Filmproduktion (ERF). Die universitäre Zusammenarbeit mit Kluge setzte Reitz nun auch mit gemeinsamen Autorenfilmen fort, darunter den fiktiven Dokumentarfilm 1974: In Gefahr und größter Not bringt der Mittelweg den Tod.

### Die FilmreiheHeimat
Der aufwändig produzierte Film Der Schneider von Ulm (1978), der den sozialen Absturz des Ulmer Flugpioniers Berblinger nacherzählt, wurde auch für Reitz zur finanziellen Bruchlandung. In dieser Krise entstand die Idee für ein Filmprojekt über seine Heimat, den Hunsrück. Was sich anfangs wie ein Selbstfindungsversuch ausnahm und 1981 zunächst zu einem später als Prolog dienenden zweistündigen Dokumentarfilm über den Hunsrück führte, weitete sich schließlich zur fast 60 Stunden umfassenden Filmreihe Heimat aus, die sowohl bei den Zuschauern sehr erfolgreich war als auch mit Kritikerlob und Preisen überhäuft wurde. Die Hauptteile der als Trilogie angelegten Reihe erschienen 1984, 1992 sowie 2004. Sie wurde 2006 mit dem Epilog Heimat-Fragmente: Die Frauen vollendet. Reitz gelang mit diesem Langzeit- und Monumentalprojekt eine ganz neue Sichtweise, nämlich eine poetische wie realistische Annäherung an die deutsche Vergangenheit, wie sie sich in der Provinz abgespielt haben könnte.
Ab 2011 arbeitete Edgar Reitz an einem Spielfilm, der eine Art Vorgeschichte der Trilogie darstellt und die Epoche des Vormärz anhand der Auswandererwelle aus dem Hunsrück nach Brasilien Mitte des 19. Jahrhunderts thematisiert. Die Dreharbeiten der deutsch-französischen Koproduktion dauerten vom 17. April bis 10. August 2012. Der knapp vierstündige Film kam am 3. Oktober 2013 unter dem Titel Die andere Heimat in die Kinos.
2015 erschien „Heimat“ in einer digital überarbeiteten Version als „Heimat remastered“. „Die zweite Heimat“ wurde im Jahr 2022 in einer digital restaurierten Version vorgestellt. Seit 2024 wird im Rahmen einer Blu-ray-Veröffentlichung "HEIMAT 3" in 4K-Auflösung angeboten. 

### Weiteres Schaffen
In den 1970/80er Jahren publizierte Reitz zahlreiche Bücher und Artikel über Filmtheorie und Filmästhetik, darüber hinaus auch Erzählungen, Essays, Lyrik und literarische Fassungen seiner Filme.
1995 gründete Edgar Reitz erneut ein Filminstitut mit, diesmal das „Europäische Institut des Kinofilms (EIKK)“ in Karlsruhe, und wurde im selben Jahr auch zum Professor für Film an der Staatlichen Hochschule für Gestaltung Karlsruhe berufen. Später wurde er der Vorsitzende des Beirats des EIKK, in dem Kollegen vertreten sind wie Theo Angelopoulos, Alain Tanner, Jean-Luc Godard, István Szabó.
2005 zog sich sein langjähriger Freund und Teilhaber Robert Busch aus der Firma Edgar Reitz-Filmproduktion (ERF) zurück. Seither betreibt Reitz mit seinem Sohn, Christian Reitz, die Firma Reitz & Reitz-Medien GbR mit Sitz in München. Ein weiteres Projekt ist Ortswechsel, ein Stummfilm mit Live-Orchesterbegleitung. Der Film wurde am 20. Oktober 2007 bei den Musiktagen in Donaueschingen uraufgeführt. 2009 erschien eine digitalisierte Fassung seiner früheren Werke als DVD-Ausgabe (Edgar Reitz – Frühwerk).
Am 16. September 2024 begannen in München die Dreharbeiten zu seinem Spielfilm Leibniz – Chronik eines verschollenen Bildes mit Edgar Selge, Lars Eidinger, Barbara Sukowa, Aenne Schwarz, Michael Kranz und Antonia Bill. Der Film feierte im Rahmen der 75. Berlinale in der Sektion Special am 19. Februar 2025 Weltpremiere. Am 25. April 2025 wurde er auf dem Lichter Filmfest in Frankfurt gezeigt und wird ab dem 18. September 2025 in den deutschen Kinos starten.

### Wirkungsgeschichte
Der Schriftsteller Andreas Maier bekannte, Reitz habe ihn bei seinem „Heimat-Herkunfts-Projekt“ Ortsumgehung „sehr beeinflusst“.

### Privates
Aus der ersten Ehe von 1956 bis 1976 mit der späteren DAP-Psychoanalytikerin Gertraud Heldt (1932–2024) stammen die Kinder Susanne (* 1956) und Christian (* 1960), aus der zweiten Ehe von 1982 bis 1986 mit der Krankengymnastin Roswitha Rummel die Tochter Julia (* 1983). Inzwischen ist Reitz in dritter Ehe mit der Sängerin und Schauspielerin Salome Kammer verheiratet und lebt im Münchner Stadtteil Schwabing, am Rande des Englischen Gartens.

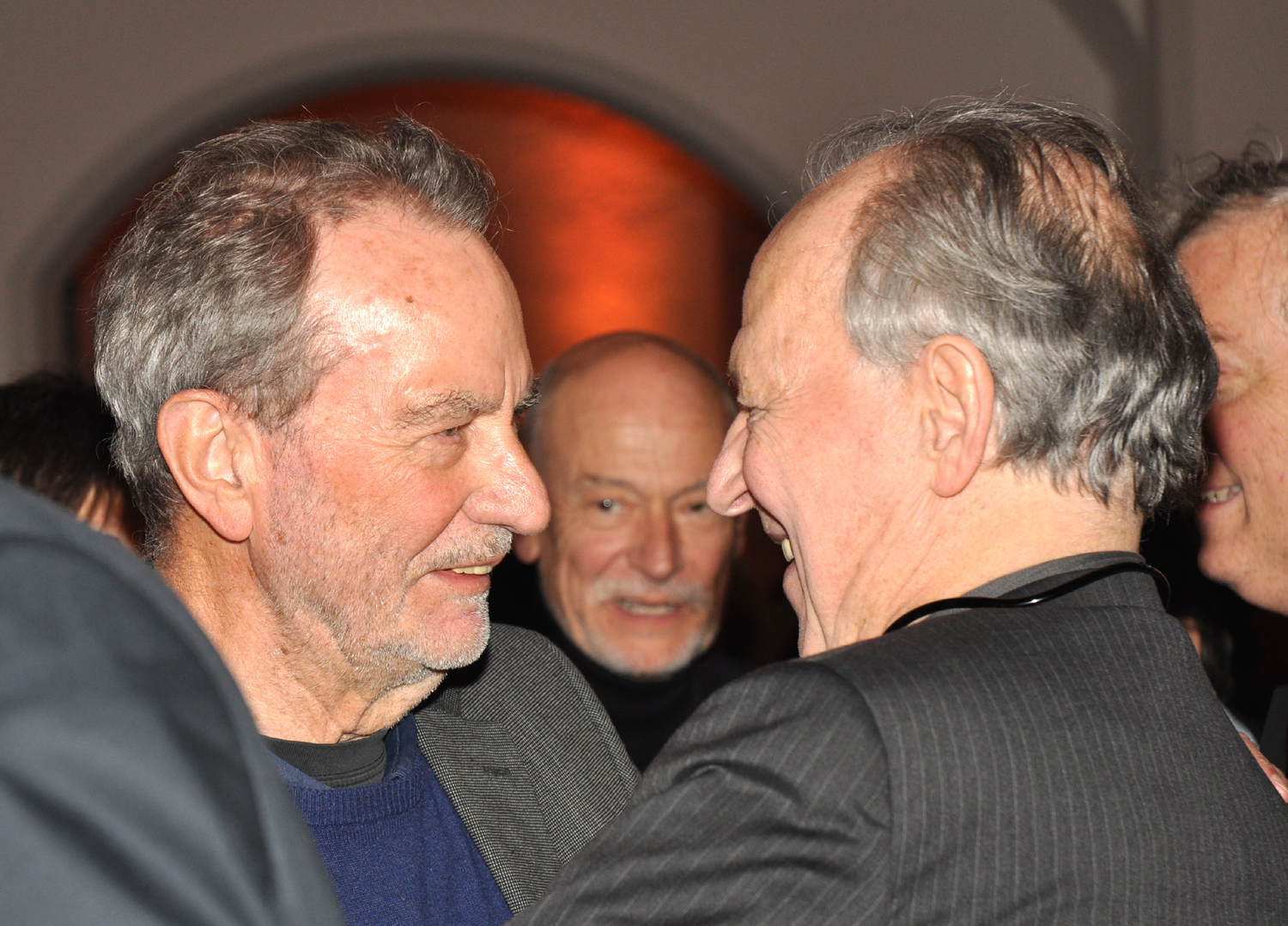
Edgar Reitz hielt die Laudatio für Werner Herzog bei der Verleihung des Kulturellen Ehrenpreises der Stadt München, 2014

## Zitate
„Heimat ist immer etwas Retrospektives. Ein Gefühl des Verlusts.“

### Werke (Auszug)
- Heimat. Eine Chronik in Bildern. Bucher, München 1985, ISBN 3-7658-0487-8.
- mit Peter Steinbach: Heimat. Eine deutsche Chronik. Dreh- und Lesebuch mit allen 658 Szenen. Greno, Nördlingen 1988, ISBN 3-921568-20-X.
- Drehort Heimat. Arbeitsnotizen und Zukunftsentwürfe. Verlag der Autoren, Frankfurt am Main 2004, ISBN 3-88661-272-4.
- Die Heimat-Trilogie. Rolf Heyne Collection, 2004, ISBN 3-89910-240-1.
- Heimat 3. Chronik einer Zeitenwende. München 2004, ISBN 3-8135-0248-1.
- Die andere Heimat. Chronik einer Sehnsucht. Mein persönliches Filmbuch. 2. Auflage. Schüren, Marburg 2013, ISBN 978-3-89472-868-7.
- Die andere Heimat: Chronik einer Sehnsucht. Das Buch der Bilder. Schirmer und Mosel, München 2013, ISBN 978-3-8296-0661-5
- Filmzeit, Lebenszeit. Erinnerungen. Rowohlt Berlin, Berlin 2022, ISBN 978-3-7371-0159-2

### Sekundärliteratur
- Constantin-Film (Hrsg.): Der junge deutsche Film. Dokumentation zu einer Ausstellung der Constantin-Film, München 1967.
- Reinhold Rauh: Edgar Reitz. Film als Heimat. Heyne Filmbibliothek, München 1993, ISBN 3-453-06911-0.
- Werner Barg: Erzählkino und Autorenfilm. Zur Theorie und Praxis filmischen Erzählens bei Alexander Kluge und Edgar Reitz. Fink, München 1996, ISBN 3-7705-3001-2.
- Marion Dollner: Sehnsucht nach Selbstentbindung. Die unendliche Odyssee des mobilgemachten Helden Paul im Film „Heimat“. Mit einem Interview mit Edgar Reitz. Röhrig Universitätsverlag, St. Ingbert 2005, ISBN 978-3-86110-384-4 (zugleich Dissertation, Universität Mannheim).
- Matteo Galli: Edgar Reitz. Il Castoro Cinema,  Mailand 2006, ISBN 88-8033-386-0.
- Thomas Koebner: Edgar Reitz: Chronist deutscher Sehnsucht; eine Biographie, Stuttgart: Reclam 2015, ISBN 978-3-15-011016-4
- Edgar Reitz. Die große Werkschau. Ein Handbuch. Schüren, Marburg 2018, ISBN 978-3-7410-0323-3.
- 800 Mal Einsam – Ein Tag mit dem Filmemacher Edgar Reitz. Dokumentarfilm von Anna Hepp, 2019.

## Filmografie (Auswahl)

### Dokumentar- und Spielfilme
- Yucatan, poetischer Dokumentarfilm 1960, 11 Min.
- Baumwolle, Industrie-Dokumentarfilm 1960, 31 Min.
- Kommunikation – Technik der Verständigung, Experimentalfilm 1961, 11 Min.
- Geschwindigkeit, Kurzfilm, 1962, 12 Min.
- Binnenschiffahrt, Industriefilm, 1964, 20 Min.
- Unendliche Fahrt – aber begrenzt, Experimentalfilm 1965, 200 Min.
- VariaVision, ein filmisches Perpetuum Mobile, 1964/65, 580 Min.
- Die Kinder, Kurzfilm 1967, 11 Min.
- Mahlzeiten, Spielfilm 1966/67, 91 Min.
- Fußnoten, experimenteller Spielfilm 1967, 100 Min.
- Filmstunde, Dokumentarfilm 1968, 45 Min.
- Cardillac, Spielfilm 1968/69, 94 Min.
- Uxmal, Dokumentar-Spielfilm 1970, 80 Min.
- Geschichten vom Kübelkind, 25 Episoden, mit Ula Stöckl, 1969/70, ca. 220 Min.
- Das goldene Ding, Spielfilm, gemeinsam mit Ula Stöckl und Alf Brustellin, 1971, 114 Min.
- Kino Zwei, Fernsehfilm 1972, 45 Min.
- Die Reise nach Wien, Spielfilm 1973, 101 Min.
- In Gefahr und größter Not bringt der Mittelweg den Tod, Dokumentarfilm 1974, Buch und Regie gemeinsam mit Alexander Kluge, 90 Min.
- Stunde Null, Spielfilm 1976/77, 108 Min.
- Deutschland im Herbst (Episode Grenzstation) Spielfilm 1978, 25 Min.
- Der Schneider von Ulm, Spielfilm 1978, 112 Min.
- Susanne tanzt, Dokumentarfilm 1979, 17 Min.
- Die Nacht der Regisseure, Dokumentarfilm 1994, 100 Min.
- Ortswechsel. Ein Multimedia-Projekt für Ensemble, Frauenstimme solo, zwei Schauspieler, Live-Video und Film, 2007, 21 Min.
- Filmstunde_23, 2024, 89 Min.
- Leibniz – Chronik eines verschollenen Bildes, 2025, 104 Min.

### Die Heimat (Trilogie)
Spielfilm-Zyklus in 30 Teilen 1982–2004: Gesamtlänge 52 Stunden, 8 Minuten, Kino: 24B/S
- Geschichten aus den Hunsrückdörfern, Dokumentarfilm, 1980, 120 Min., Prolog zur Heimat-Trilogie
- Heimat – Eine deutsche Chronik (1984)

1. Fernweh (1919–1928), 119 Min.
2. Die Mitte der Welt (1929–1933), 93 Min.
3. Weihnacht wie noch nie (1935), 58 Min.
4. Reichshöhenstraße (1938), 58 Min.
5. Auf und davon und zurück (1938–1939), 58 Min.
6. Heimatfront (1943), 58 Min.
7. Die Liebe der Soldaten (1944), 59  Min.
8. (Berlin Ende April 1945), 7 Min.
9. Der Amerikaner (1945–1947), 102 Min.
10. Hermännchen (1955–1956), 138 Min.
11. Die stolzen Jahre (1967–1969), 82 Min.
12. Das Fest der Lebenden und der Toten (1982), 100 Min.

- Die zweite Heimat – Chronik einer Jugend (1992)

1. Die Zeit der ersten Lieder (1960), 120 Min.
2. Zwei fremde Augen (1960–1961), 115 Min.
3. Eifersucht und Stolz (1961), 116 Min.
4. Ansgars Tod (1961–1962), 100 Min.
5. Das Spiel mit der Freiheit (1962), 119 Min.
6. Kennedys Kinder (1963), 108 Min.
7. Weihnachtswölfe (1963), 110 Min.
8. Die Hochzeit (1964), 120 Min.
9. Die ewige Tochter (1965), 118 Min.
10. Das Ende der Zukunft (1966), 132 Min.
11. Zeit des Schweigens (1967–1968), 120 Min.
12. Die Zeit der vielen Worte (1968–1969), 121 Min.
13. Kunst oder Leben (1970), 133 Min.

- Heimat 3 – Chronik einer Zeitenwende (2004)

1. Das glücklichste Volk der Welt (1989), 106 Min.
2. Die Weltmeister (1990), 100 Min.
3. Die Russen kommen (1992–1993), 125 Min.
4. Allen geht’s gut (1995), 132 Min.
5. Die Erben (1997), 103 Min.
6. Abschied von Schabbach (1999–2000), 105 Min.

- Heimat-Fragmente: Die Frauen (2006), Epilog zur Heimat-Trilogie, 146 Min.
- Die andere Heimat – Chronik einer Sehnsucht, Spielfilm, 2012 abgedreht, 230 Min.
- Heimat – remastered, 2015 (Heimat digital überarbeitet, neu geschnitten)

### DVDs
- Mahlzeiten, Zweitausendeins Edition Deutscher Film, 2012.
- Der Schneider von Ulm, 2011.
- Stunde Null, 2011.
- Edgar Reitz – Frühwerk (7 DVDs), 2009.
- Drehort Heimat – Chronik einer deutschen Jahrhundert-Saga (3 DVDs), 2007.
- Heimat Trilogie (16 DVD-Box), 2006 / (18 DVD-Box), 2010.
- Heimat 1 – Eine deutsche Chronik (5 DVDs), 2004.
- Heimat 2 – Chronik einer Jugend (7 DVDs), 2004.
- Heimat 3 – Chronik einer Zeitwende (3 DVDs), 2004.
- Die andere Heimat – Chronik einer Sehnsucht (2 DVDs), 2014.

## Ehrungen

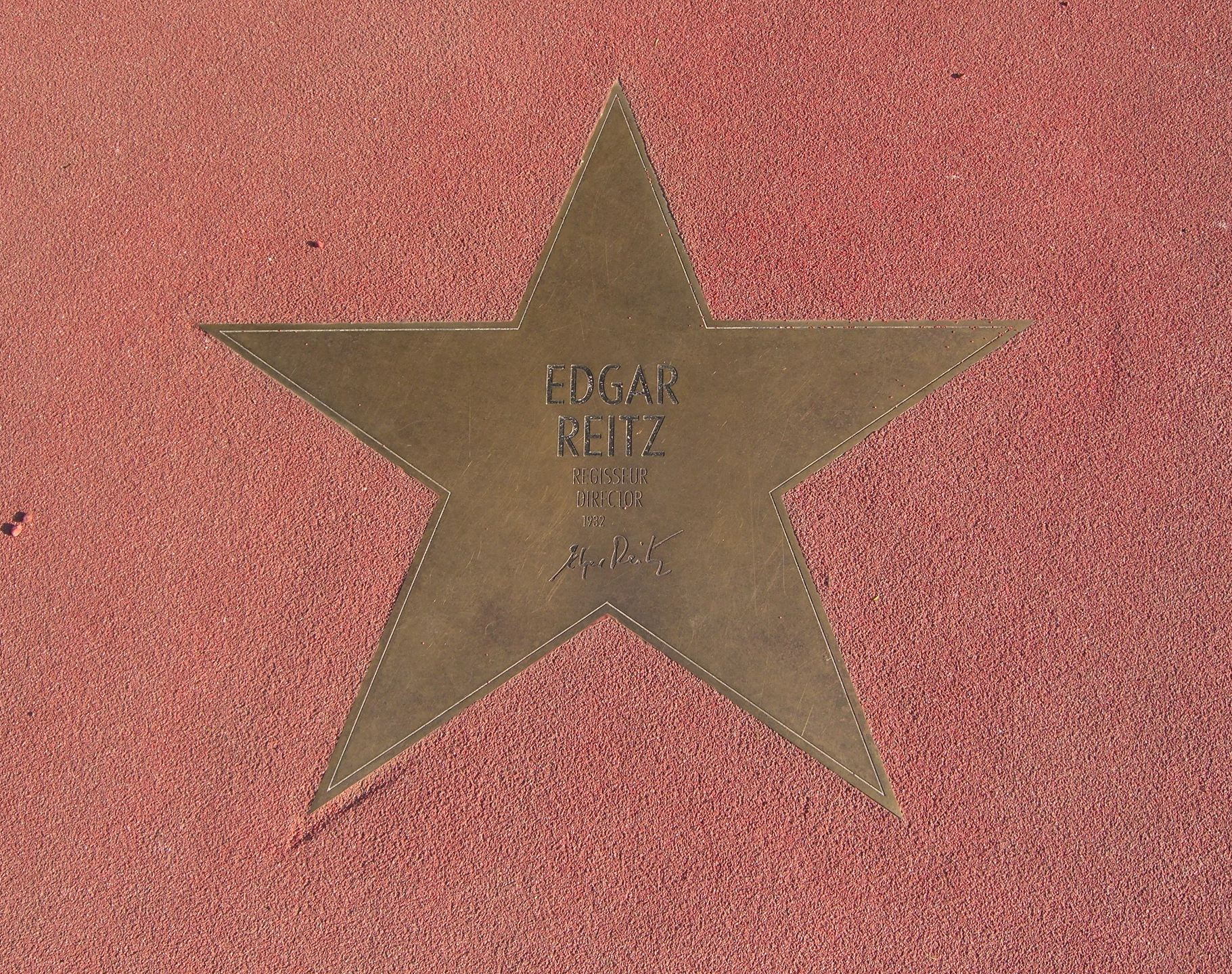
Stern von Edgar Reitz auf dem Boulevard der Stars in Berlin

- 1985: Verdienstorden des Landes Rheinland-Pfalz
- 1992: Kultureller Ehrenpreis der Landeshauptstadt München
- 1993: Verdienstorden der Bundesrepublik Deutschland, Bundesverdienstkreuz 1. Klasse
- 1993: Ehrenpreis der Biennale di Venezia, Mostra Cinematigrafica
- 1996: EUROFIPA d’honneur pour l’ensemble de son œuvre (Ehrenpreis für das Gesamtwerk) Cannes
- 2000: Staatskunstpreis des Landes Rheinland-Pfalz
- 2002: Ehrenbürgerwürde der Stadt Simmern
- 2004: Master of Cinema Award des Internationalen Filmfestival Mannheim-Heidelberg.
- 2004: Carl-Zuckmayer-Medaille des Landes Rheinland-Pfalz für Verdienste um die deutsche Sprache
- 2005: Sonderpreis des Robert-Geisendörfer-Preises
- 2005: Justinus-Kerner-Preis der Stadt Weinsberg
- 2006: Ehrendoktorwürde der Johannes Gutenberg-Universität Mainz
- 2006: Großes Bundesverdienstkreuz
- 2006: Ehrendoktorwürde der Universita Degli studi Perugia, Italien
- 2007: Konrad-Wolf-Preis und Hans Abich Preis für seine Heimat-Trilogie
- 2008: Goldene Medaille des Landkreises Birkenfeld
- 2009: Kulturgroschen des Deutschen Kulturrates[7]
- 2009: Ordentliches Mitglied der Bayerischen Akademie der Schönen Künste[8]
- 2010: Stern auf dem Boulevard der Stars in Berlin
- 2010: Officier de l’ordre des Arts et des Lettres
- Bundespräsident Joachim Gauck ehrte Reitz anlässlich seines 80. Geburtstages am 15. November 2012 mit einer Soiree im Schloss Bellevue.
- 2013: Hans-Vogt-Filmpreis
- 2013: Ehrenbiber der Biberacher Filmfestspiele
- 2016: Deutscher Regiepreis METROPOLIS (Ehrenpreis der VG Bildkunst für das Lebenswerk)
- 2016: Bayerischer Maximiliansorden für Wissenschaft und Kunst
- 2016: Ödön-von-Horváth-Preis
- 2020: Deutscher Filmpreis – Ehrenpreis für herausragende Verdienste um den Deutschen Film
- 2020: Schirmherrschaft Heimat Europa Filmfestspiele in Simmern
- 2021: „Ehren-Edgar“, Preis der Heimat Europa Filmfestspiele in Simmern für sein Lebenswerk[9]
- 2024: Berlinale Kamera[10]
- 2025: Festival des deutschen Films: Ehrenpreis für die Lebensleistung[11]

## Filmpreise
- 1960: 1. Preis (bester wissenschaftlicher Film) beim Filmfestival Rom für Krebsforschung I
- 1960: 1. Preis der Europäischen Industriefilmtage in Rouen für Baumwolle
- 1961: 2. Preis der Gruppe „Technik und Produktivität“ für Moltopren I – IV
- 1963: 2 × Filmband in Gold (Regie und Produktion) für Geschwindigkeit
- 1966: Preis für den besten Erstlingsfilm bei den Filmfestspielen von Venedig für Mahlzeiten
- 1966: Silberner Löwe bei den Filmfestspielen von Venedig 1966 für Abschied von gestern
- 1974: Filmband in Gold (Musikdramaturgie) für In Gefahr und größter Not bringt der Mittelweg den Tod
- 1978: Adolf-Grimme-Preis mit Silber für Stunde Null
- 1978: Filmband in Gold (Konzeption) für Deutschland im Herbst im Team

- 1984–86 für Heimat – Eine deutsche Chronik:
  - Preis der Internationalen Filmkritik Biennale Venedig 1984, Deutscher Kritikerpreis 1984, Preis der deutschen Filmkritik 1984, Goldener Gong 1984, Die Goldene Kamera 1985, Bayerischer Filmpreis 1985, Adolf-Grimme-Preis mit Gold 1985 (für die Folge Hermännchen) und 1986 für das Gesamtwerk (jeweils zusammen mit Peter Steinbach und Gernot Roll), Best foreign Language Film – London Filmfestival 1985, British academy award for the best TV-Programme – London 1986

- 1992–96 für Die zweite Heimat – Chronik einer Jugend:
  - Venedig Spezialpreis 1992, Besondere Würdigung beim Fernsehfilmpreis der Deutschen Akademie der Darstellenden Künste 1993, Adolf-Grimme-Preis 1994, Premio „David Luchino Visconti“ Rom 1994, Telestar Köln 1993, Premio Europa TV San Marino 1994, Golden Gate Award San Francisco 1994, Premio Europa Cinema Cannes 1996
- 2014: Deutscher Filmpreis in der Kategorie beste Regie für Die andere Heimat – Chronik einer Sehnsucht
- 2024: Jurypreis der Evangelischen Filmarbeit, Lichter Filmfest für FILMSTUNDE_23[12]